# Dębowiec (powiat świecki)
Dębowiec – osada leśna w Polsce położona w województwie kujawsko-pomorskim, w powiecie świeckim, w gminie Osie w kompleksie Borów Tucholskich na obszarze Wdeckiego Parku Krajobrazowego.
W rejonie Dębowca planowana jest budowa największego w Polsce radioteleskopu.
W latach 1975–1998 miejscowość administracyjnie należała do województwa bydgoskiego.